# Bedřich Hrozný
  Bedřich Hrozný    (Lysá nad Labem, 6 de maig de 1879 - Praga, 12 de desembre de 1952) va ser un lingüista i orientalista Txec. Va desxifrar la llengua hitita, la va identificar com un idioma indoeuropeu i va assentar les bases per l'estudi d'aquesta llengua.

## Biografia
Hrozný va néixer a Lysá nad Labem, Bohèmia, Imperi Austrohongarès. Va aprendre hebreu i àrab a Kolin. A la Universitat de Viena va estudiar accadi, arameu, etiòpic, sumeri i sànscrit i l'escriptura cuneïforme usat a l'Àsia Menor, Mesopotàmia i Pèrsia. També va estudiar orientalisme a la Universitat Humboldt de Berlín.

## Carrera
El 1905, després d'excavar a Palestina, va ser professor a la Universitat de Viena.
El 1906, a Hattusa (actual Boğazkale, a 200 km d'Ankara), una expedició alemanya va trobar els arxius dels monarques hitites en escriptura cuneïforme, en un idioma desconegut. Mentre estava a l'exèrcit austrohongarès durant la Primera Guerra Mundial, va poder estudiar les tauletes i el 1917 va publicar una descripció de l'idioma i demostrava que pertanyia a la família indoeuropea.
El 1925, va dirigir un equip arqueològic txec que va descobrir mil tauletes cuneïformes que contenien contractes i cartes de mercaders assiris a la localitat turca de Kültepe. Aquest equip va excavar també la ciutat hitita de Kanesh.
El 1929 va fundar la revista Archiv Orientální que va esdevenir la revista de referència pels estudis orientals.
Més tard va intentar desxifrar l'escriptura jeroglífica usada pels hitites i les escriptures usades a l'Antiga Índia i Creta, però va fracassar en els seus intents.
De 1919 a 1952 va ser professor d'investigació cuneïforme i història oriental antiga a la Universitat Carolina a Praga. Durant l'ocupació nazi en va ser Rector.
Un atac de cor el 1944 el va fer retirar de la vida acadèmica i científica.

## Desxifrant l'idioma hitita

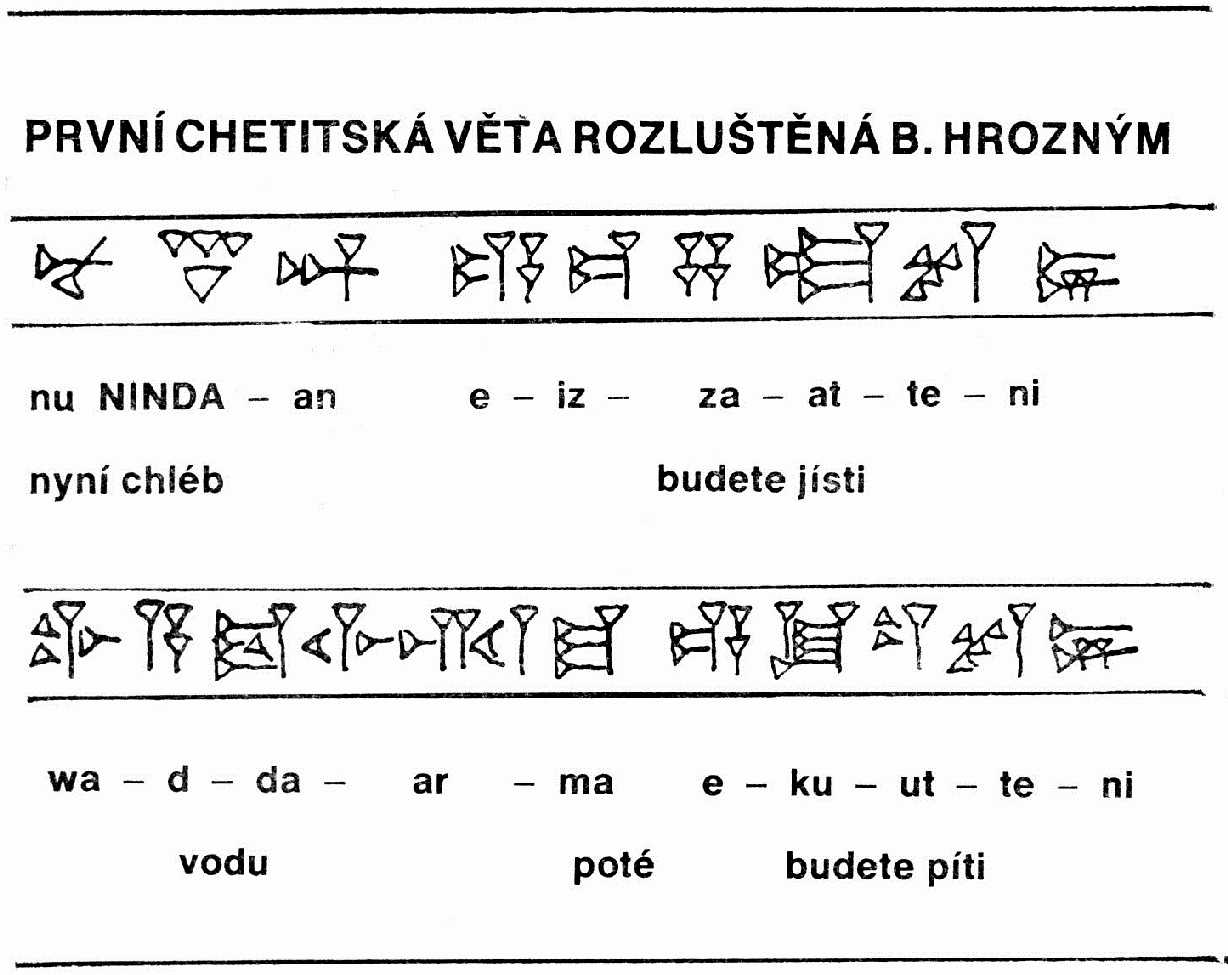
nu NINDA-an ēzzateni, wādar-ma ekuteni

Per resoldre el misteri del llenguatge hitita, Hrozný va fer servir dues frases que apareixien en un text: nu NINDA-an ezzatteni watar-ma ekutteni. Se sabia llavors que l'ideograma NINDA significava 'pa' en sumeri. Va pensar que el sufix -an potser era l'acusatiu hitita. Llavors, va assumir que la segona paraula, ed-/-ezza, tenia relació amb el pa i va assumir que podria ser el verb 'menjar'. La comparació amb la paraula llatina edo, l'anglesa eat i l'alemanya essen el van portar a assumir que NINDA-an ezzatteni volia dir "tu menjaràs pa". Amb la segona frase, es va fixar en la paraula watar que te força similituds amb la paraula anglesa water i alemanya wasser. L'última paraula de la frase, ekutteni te l'arrel eku-, que s'assembla a la paraula llatina aqua (aigua). Per tant, va traduir la segona frase com "tu beuràs aigua". Fent servir aquests principis, va continuar la seva investigació i va poder publicar una gramàtica hitita el 1917.

## Publicacions
- Sumerisch-babylonische Mythen von dem Gotte Ninrag (Ninib). Berlin: Wolf Peiser, 1903.
- Obilí ve staré Babylónií. (= “Wheat in Ancient Babylonian”). Vienna: Hölder in Kommission, 1913.
- “Die Lösung des hethitischen Problems”, Mitteilungen der Deutschen Orient-Gesellschaft 56 (1915): 17–50.
- Die Sprache der Hethiter, ihr Bau und ihre Zugehörigkeit zum indogermanischen Sprachstamm. Leipzig: J.C. Hinrichs, 1917 (reprint: Dresden: TU Dresden, 2002).
- Hethitische Keilschrifttexte aus Boghazköi, in Umschrift, mit Übersetzung und Kommentar. Leipzig: J.C. Hinrichs, 1919.
- Über die Völker und Sprachen des alten Chatti-Landes: Hethitische Könige. Leipzig: J.C. Hinrichs, 1920.
- Keilschrifttexte aus Boghazköi, vol. 5 (of 6): Autographien. Leipzig: J.C. Hinrichs, 1921 (reprint: Osnabrück: Zeller, 1970).
- Les inscriptions hittites hiéroglyphiques: Essai de déchiffrement, suivi d'une grammaire hittite hiéroglyphique en paradigmes et d'une liste d'hiéroglyphes. Prague: Orientální Ústav, 1933.
- Über die älteste Völkerwanderung und über das Problem der proto-indischen Zivilisation: Ein Versuch, die proto-indischen Inschriften von Mohendscho-Daro zu entziffern. Prague, 1939.
- Die älteste Geschichte Vorderasiens und Indiens. Prague: Melantrich, 1940, 1941, 1943.
- Inscriptions cunéiformes du Kultépé, vol. 1. Prague, 1952.
- Ancient history of Western Asia, India and Crete. New York, 1953.